# Kamijo Hiroaki
Hiroaki Kamijo (sinh ngày 22 tháng 4 năm 1989) là một cầu thủ bóng đá người Nhật Bản.

## Sự nghiệp câu lạc bộ
Hiroaki Kamijo đã từng chơi cho Fagiano Okayama.